# Wyssozki-Kloster

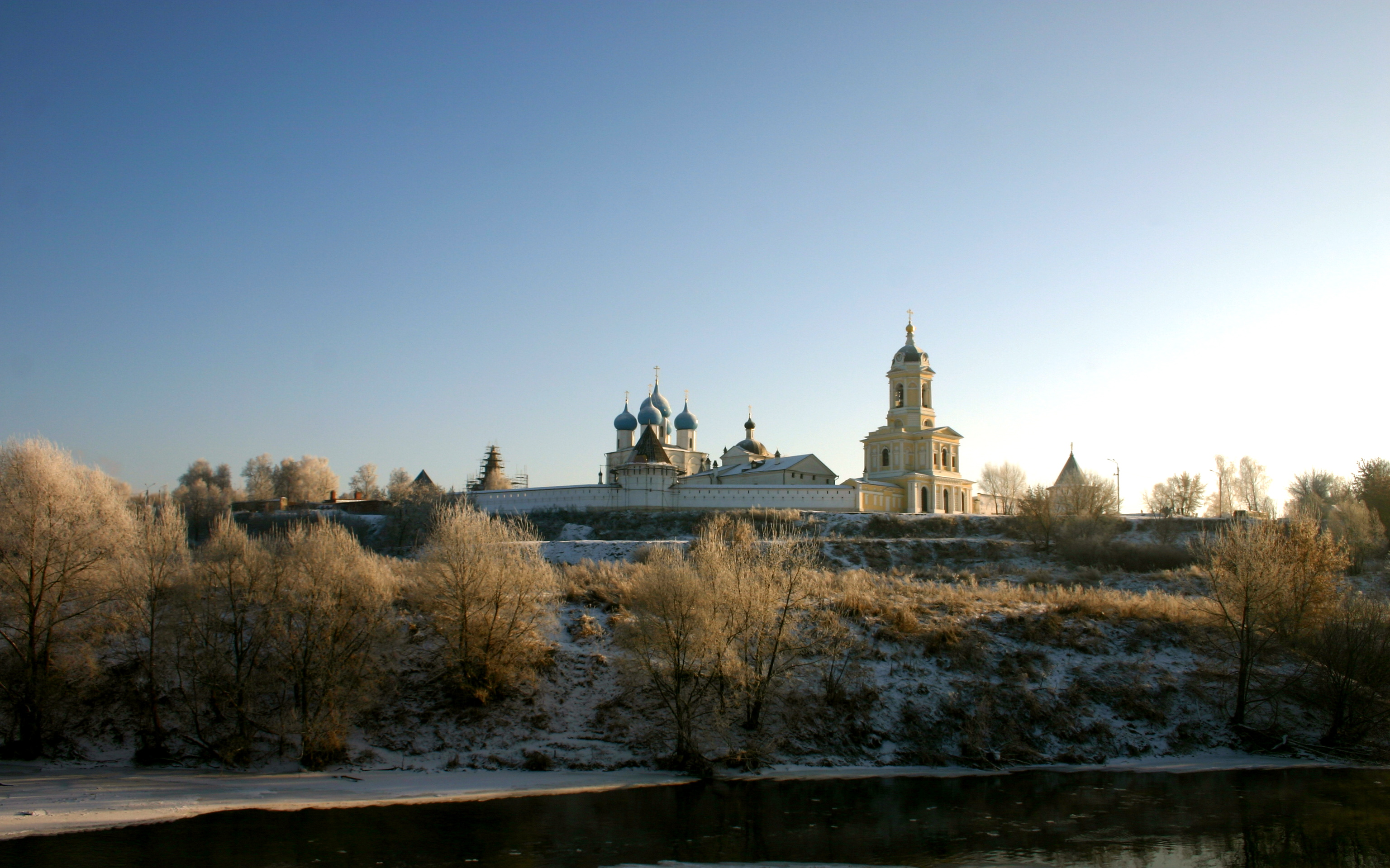
Das Wyssozki-Kloster im Winter

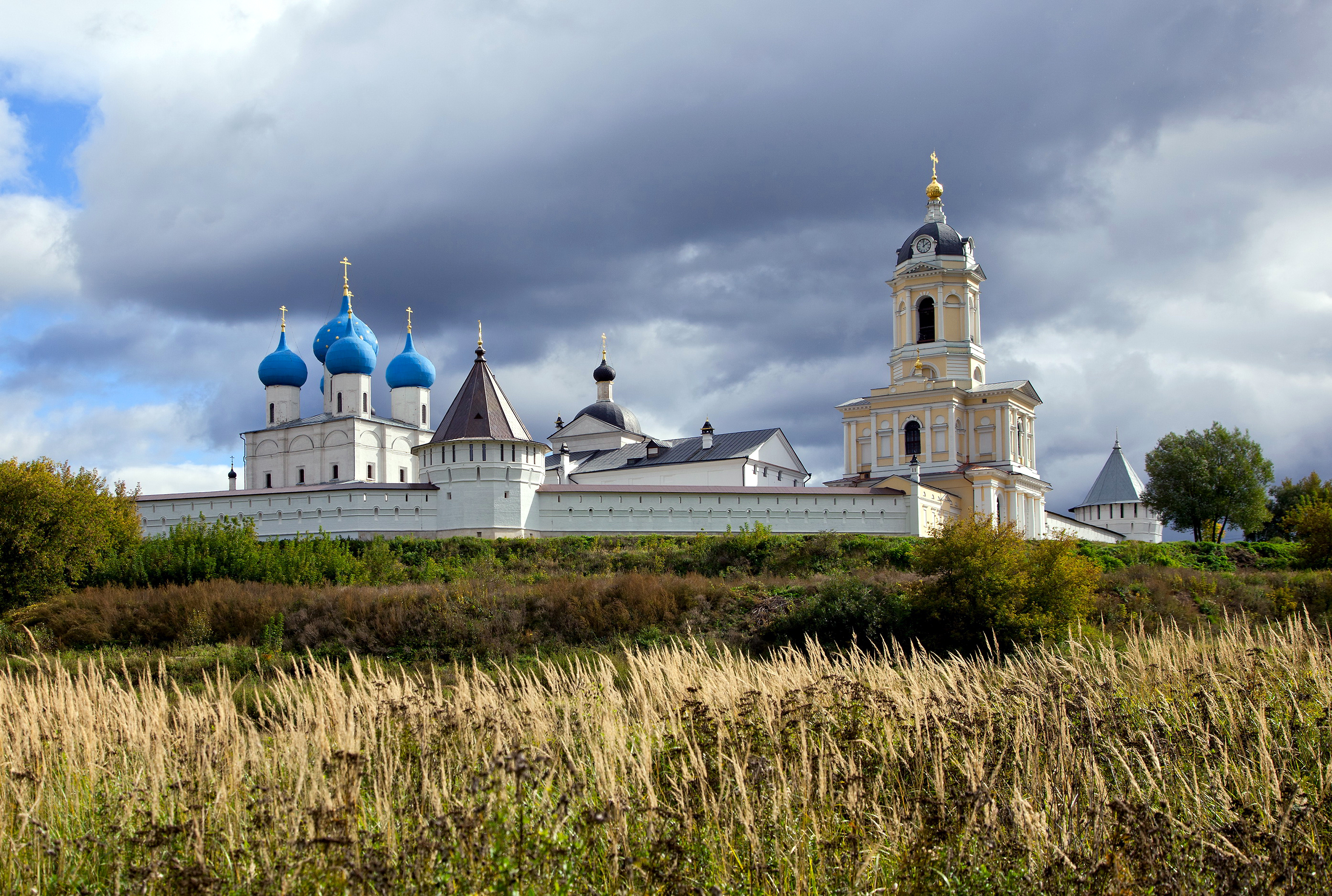
Das Wyssozki-Kloster im Sommer

Das Wyssozki-Kloster (russisch Высоцкий монастырь, wiss. Transliteration Vysockij monastyr) ist ein befestigtes russisch-orthodoxes Männerkloster, das am hohen linken Ufer der Nara in der Nähe der zentralrussischen Stadt Serpuchow liegt. Der Name stammt vom russischen Wort Wyssota, zu Deutsch Anhöhe.
Das Kloster wurde im Jahr 1374 durch den Cousin vom Moskauer Großfürsten Dmitri Donskoi, den Fürsten Wladimir den Tapferen gegründet. Lange Zeit diente es zugleich als eine Grenzfestung gegen die Überfälle der Tataren der Goldenen Horde. 1571 wurde das Kloster während des Feldzugs des Krimkhans Devlet Giray nach Moskau niedergebrannt. In den folgenden Jahrzehnten wurde das Kloster wiederaufgebaut, aus dieser Zeit stammt die Mariä-Empfängnis-Kathedrale mit ihren fünf Zwiebeltürmen, sowie die aktuellen Klostermauern und Wehrtürme. Der neoklassische Glockenturm stammt aus den 1840er Jahren. Zum 500-jährigen Jubiläum des Klosters wurde die Allerheiligen-Kirche in neobyzantinischen Stil erbaut. Auf dem Klosterfriedhof liegen zahlreiche bedeutende Persönlichkeiten der russischen Geschichte begraben, unter anderem Kanzler Gabriel Golowkin.
Nach der Oktoberrevolution wurde das Kloster geschlossen und als Baracken für die bolschewistischen lettischen Schützen missbraucht. Zum Ende der Sowjetzeit war das ehemalige Kloster in einem sehr heruntergekommenen Zustand. Nach 1991 erfolgte die Rückgabe an die Russisch-Orthodoxe Kirche, die sofort mit dem Wiederaufbau des Klosters begann.